# HD216290
HD216290 — хімічно пекулярна зоря спектрального класу A1, що має видиму зоряну величину в смузі V приблизно  7,8.
Вона  розташована на відстані близько 723,2 світлових років від Сонця.